# Simon (série télévisée d'animation)
Pour les articles homonymes, voir Simon.
 (décembre 2020).
Simon est une série télévisée d'animation française d'origine belge et néerlandais adaptée par Stephanie Blake et Thomas Forwood d'après les albums de Stephanie Blake publiés à L'École des loisirs.
Elle est réalisée par Julien Cayot, et produite par GO-N Productions. La série met en scène le quotidien de Simon, petit lapin anthropomorphique de 5-6 ans. La série a été diffusée pour la première fois en France le 17 décembre 2016 sur France 5 dans Zouzous avant d'être exportée dans plusieurs pays à travers le monde. La série a aussi été diffusée sur Disney Junior et Disney Channel.
Au Québec, elle est diffusée depuis le 26 juin 2017 à Télé-Québec.

## Synopsis
Entouré de son petit frère Gaspard, de ses copains, de ses parents et grands-parents, Simon découvre la vie avec une charmante irrévérence.
Ses expressions favorites et maintenant célèbres en sont la preuve : « Caca boudin ! », « Jamais de la vie ! », « Ça va pas, non ! », etc. Comme tous les petits garçons de son âge, Simon est souvent confronté à des contrariétés et des craintes : la peur du noir, de l'école ou du dentiste, la compétition entre frères, l'apprentissage du partage avec les copains...

## Distribution

### Voix Belges
- Ioanna Gkizas : Simon (saison 1, 2 et 3)
- Sébastien Hébrant : Simon (saison 4)
- Arthur Dubois : Gaspard (saison 1, 2 et 3)
- Nicolas Matthys : Gaspard (saison 4)
- Claire Tefnin : Maman
- Christophe Hespel : Papa
- Marcha Van Boren : Lou (saisons 1 et 2)
- Audrey d'Hulstère : Lou (saison 3)
- Aaricia Dubois : Lou (saison 4)
- Alexandre Crépet : Ferdinand (saison 1)
- Maxime Donnay : Ferdinand (saison 2 et 3)
- Pierre Lognay : Ferdinand (saison 4)
- Sabrina Leurquin : Patricia
- Benjamin Jungers, Manon Hanseeuw, Gauthier de Fauconval, Raphaëlle Bruneau, (Etc.....) : Voix Additionelles

### Voix néerlandophones
- Laus Steenbeeke : Simon
- Kay Greidanus : Gaspard
- Merel Baldé : Lou
- Stijn Fransen : Mamadoo
- Jeffrey Hamilton : Arthur
- Jon Karthaus : André
- Serge Price : Ferdinand
- Anne-Mieke Ruyten : Eva / Patricia / Irène
- Sarah Chronis, Jennifer Hoffman, Paul de Leeuw : Voix Additionelles

## Personnages
Simon : C’est un petit lapin plein d’énergie. Il est dynamique, il prend des initiatives, il est créatif, très malin et très coquin, d’ailleurs il adore se prendre pour un super-héros en se déguisant en Superlapin ! Il est volontaire, voire têtu. Il n’aime pas perdre et surtout n’aime pas perdre la face. Mais il apprend !
Simon, on l’aura compris, est un brin fanfaron mais face à une difficulté, une crainte il redevient souvent un tout petit lapin. Et il n’a alors aucune honte à l’avouer à ses parents et à réclamer leur conseil et leur protection. Simon est totalement craquant !
Gaspard : C’est le petit frère de Simon. Il a deux et demi, trois ans, porte encore des couches et ne va pas encore à l’école. Il s’exprime de manière distincte, mais il ne maîtrise pas encore le langage comme son frère peut le faire.
Il adore et admire son grand frère. Il veut toujours TOUT faire COMME son grand frère ce qui a parfois le don d’énerver Simon. Alors comme tous les cadets, Gaspard n’a pas la vie facile, mais il sait se défendre. Gaspard a une technique : il boude !
Le plus souvent la complicité entre les deux frères prend le dessus. A la maison, ils font presque tout ensemble. Gaspard, il est trop mignon !
Maman et Papa : Eva, c’est la maman de Simon. Elle est moderne et élégante. Elle travaille beaucoup mais s’arrange toujours pour rentrer tôt à la maison le soir. Elle est douce et affectueuse et déborde d’énergie. Elle est drôle, parfois stricte, elle aime faire des grimaces et faire la course avec ses enfants dans le jardin. C’est souvent elle qui lit une histoire aux enfants au moment de se coucher.
Andre, c’est le papa de Simon. Il est plus présent qu’Eva car il travaille à la maison : il est ébéniste. Son atelier est installé dans la cabane du jardin. C’est un père affectueux, attentif et fantaisiste à la fois. C’est un doux rêveur, mais passionné par tout ce qu’il fait. A la maison, c’est lui qui cuisine. Eva peut compter sur son mari dans la répartition des tâches domestiques, chez eux c’est acquis !
Milou : Milou, c’est le chat chéri de Simon et Gaspard.

Elvis : Elvis, c’est le chien de Mamie et Papi. Simon et Gaspard adorent jouer avec lui quand ils viennent passer des vacances chez leurs grands-parents.

Lou : Elle est dans la même classe que Simon et habite dans la même rue que lui. C’est sa grande amie et son « amoureuse » aussi. Lou est coquette, elle a toujours une jolie robe et d’adorables barrettes. Mais elle aime aussi jouer au foot, faire du vélo et courir sans fin.

Ferdinand : C’est le voisin de Simon, et aussi son meilleur ami. Ils adorent jouer dehors et leurs jardins sont pour eux des terrains de jeu. Toujours ravis de se voir, ils sont souvent en compétition et finissent parfois par se disputer mais cela ne dure jamais très longtemps.

Mamie et Papi : Ce sont les parents d’Eva, ils ont une soixantaine d’années et sont à la retraite. Ils vivent à la campagne dans une jolie maison pas très loin de la mer.
Arthur, le grand père de Simon est un excellent conteur, il excelle également dans l’invention d’histoires oniriques où se mêlent réalité et fantaisie. Simon et Gaspard ne savent pas toujours ce qui est vrai ou pas, Arthur laisse planer le doute, et s’en amuse !
Irène, la grand-mère de Simon, est très occupée par son jardin et son potager. Elle est d’humeur aussi joueuse que celle de son mari et suit bien volontiers ses idées loufoques : ces deux-là ce sont bien trouvés !

## Liste des épisodes

### Saison 1 (2016-2017)
| N° | Titre                           | Storyboard      | Scénario                                          | English Version                 |
| -- | ------------------------------- | --------------- | ------------------------------------------------- | ------------------------------- |
| 01 | Superlapin                      | Julien Cayot    | Stephanie Blake, Thomas Forwood, Nicolas Chrétien | Super rabbit                    |
| 02 | Les Petites Roues               | Julien Cayot    | Nicolas Chrétien                                  | No more stabilisers             |
| 03 | Les Tomates                     | Julien Cayot    | Nicolas Chrétien                                  | Tomatoes                        |
| 04 | Je veux pas aller à la piscine  | Amanda Sun      | Florence Sandis                                   | I don't want to go to the pool  |
| 05 | Noyeux Joël                     | Stéphane Beau   | Florence Sandis                                   | Merry Christmas                 |
| 06 | Je veux pas aller à l'école     | Julien Cayot    | Simon Lecocq                                      | I don't want to go to school    |
| 07 | J'ai gagné                      | Stéphane Beau   | Nicolas Chrétien                                  | I'm the champion                |
| 08 | Ah ! Pas le dentiste            | Dorothée Robert | Balthazar Chapuis                                 | Not the dentist                 |
| 09 | Une petite bête de rien du tout | Stéphane Beau   | Nicolas Chrétien                                  | The teeny weeny incy wincy bugs |
| 10 | Perdu d'avance                  | Stéphane Beau   | Simon Lecocq                                      | Loser takes it all              |
| 11 | Le Secret                       | Julien Cayot    | Simon Lecocq                                      | The secret                      |
| 12 | On prend l'avion                | Amanda Sun      | Florence Sandis                                   | In the aeroplane                |
| 13 | Pot de colle                    | Dorothée Robert | Simon Lecocq                                      | Mr. sticky glue                 |
| 14 | Il est bizarre, papa            | Dorothée Robert | Simon Lecocq                                      | Dad is weird today              |
| 15 | Plume                           | Dorothée Robert | Balthazar Chapuis                                 | Feather                         |
| 16 | Copieur                         | Stéphane Beau   | Simon Lecocq                                      | Copy rabbit                     |
| 17 | Papa et maman sortent           | Dorothée Robert | Matthieu Chevallier                               | The baby-sitter                 |
| 18 | Bon anniversaire, maman         | Stéphane Beau   | Florence Sandis                                   | Happy birthday Mummy            |
| 19 | C'est moi le chef               | Amanda Sun      | Hervé Nadler                                      | I'm the boss                    |
| 20 | Comme chien et chat             | Stéphane Beau   | Simon Lecocq                                      | Cats and dogs                   |
| 21 | Trop fort                       | Amanda Sun      | Simon Lecocq                                      | Super great                     |
| 22 | Disparu                         | Dorothée Robert | Simon Lecocq                                      | The disappearing act            |
| 23 | Bling blang                     | Amanda Sun      | Matthieu Chevallier                               | Bing bang boom                  |
| 24 | Assistant Docteur               | Stéphane Beau   | Yann Ropars                                       | Assitant doctor                 |
| 25 | Pas facile de choisir           | Dorothée Robert | Balthazar Chapuis                                 | The big dilemna                 |
| 26 | Ah ! Les poux                   | Amanda Sun      | Hervé Nadler                                      | Nits                            |
| 27 | C'est nul d'être grand          | Dorothée Robert | Nicolas Verpilleux                                | It's not fun being big          |
| 28 | Je suis plus ton copain         | Amanda Sun      | Simon Lecocq                                      | I am not your friend anymore    |
| 29 | La Nuit chez Ferdinand          | Stéphane Beau   | Benjamin Le Bars                                  | Sleepover at Ferdinand's        |
| 30 | Tout comme papa                 | Dorothée Robert | Matthieu Chevallier                               | Just like Dad                   |
| 31 | J'ai un dragon                  | Dorothée Robert | Thomas Forwood                                    | I've got a dragon               |
| 32 | Copain obligatoire              | Stéphane Beau   | Simon Lecocq                                      | Friends at last                 |
| 33 | Tricheur                        | Dorothée Robert | Matthieu Chevallier                               | Not cheating                    |
| 34 | Le Grand Cousin                 | Amanda Sun      | Simon Lecocq                                      | My big cousin                   |
| 35 | Un drôle d'arbre                | Dorothée Robert | Denis Lima                                        | TreeMendous                     |
| 36 | Pêche aux crabes                | Stéphane Beau   | Yann Ropars                                       | Catching crabs                  |
| 37 | Les Grands                      | Stéphane Beau   | Simon Lecocq                                      | Big kids                        |
| 38 | On veut pas partir              | Dorothée Robert | Nicolas Verpilleux                                | But we don't want to leave      |
| 39 | Les Boules de neige             | Stéphane Beau   | Simon Lecocq                                      | Snowballs                       |
| 40 | Pas sommeil                     | Amanda Sun      | Nicolas Verpilleux                                | Not sleepy                      |
| 41 | Tout à l'heure                  | Paul Hervé      | Simon Lecocq                                      | In just a little while          |
| 42 | Panier                          | Dorothée Robert | Simon Lecocq                                      | The champ!                      |
| 43 | Même pas peur                   | Julien Cayot    | Nicolas Chrétien                                  | Who's afraid of the dark        |
| 44 | Plus de doudou                  | Amanda Sun      | Nicolas Verpilleux                                | Bye bye blankie                 |
| 45 | Le Camping                      | Stéphane Beau   | Denis Lima                                        | Going camping                   |
| 46 | Sauver Bernard                  | Stéphane Beau   | Simon Lecocq                                      | Saving Kermit                   |
| 47 | Attention, j'arrive             | Amanda Sun      | Benjamin Le Bars                                  | Look out here I come            |
| 48 | Albert le Hamster               | Dorothée Robert | Valérie Chappellet                                | Albert the Hamster              |
| 49 | Donner, c'est donner            | Stéphane Beau   | Nicolas Chrétien                                  | A deal is a deal                |
| 50 | Super Grand Frère               | Paul Hervé      | Denis Lima                                        | Super big brother               |
| 51 | La Nuit dans la cabane          | Paul Hervé      | Simon Lecocq                                      | A night in the treehouse        |
| 52 | Le Champion des bêtises         | Paul Hervé      | Simon Lecocq                                      | Mr. mess it up                  |

### Saison 2 (2018-2019)
| N° | Titre                              | Storyboard       | Scénario                                      | English version                   |
| -- | ---------------------------------- | ---------------- | --------------------------------------------- | --------------------------------- |
| 1  | C'est qui le plus fort             | Amanda Sun       | Stephanie Blake, Julien Cayot, Simon Lecocq   | Who's the strongest               |
| 2  | On part en vacances                | Stéphanie Misiak | Stephanie Blake, Julien Cayot, Simon Lecocq   | Holiday time                      |
| 3  | J'ai fait une bêtise               | Paul Herve       | Stephanie Blake, Julien Cayot, Simon Lecocq   | I made a mess                     |
| 4  | J'adore les surprises              | Stéphanie Misiak | Stephanie Blake, Julien Cayot, Simon Lecocq   | I just love surprises             |
| 5  | Des étoiles pour Maman             | Paul Herve       | Stephanie Blake, Julien Cayot, Simon Lecocq   | Stars for Mummy                   |
| 6  | J'ai pas peur de l'orage           | Emily Goldsmith  | Stephanie Blake, Julien Cayot, Simon Lecocq   | I'm not afraid of the storm       |
| 7  | Au bain Elvis                      | Paul Herve       | Stephanie Blake, Julien Cayot, Simon Lecocq   | Bath time, Elvis                  |
| 8  | En route pour la ferme             | Paul Herve       | Balthazar Chapuis, Simon Lecocq, Julien Cayot | Let's go to the farm              |
| 9  | Tu le fais exprès Gaspard          | Stéphanie Misiak | Julien Cayot, Balthazar Chapuis, Simon Lecocq | You did it on purpose, Gaspard    |
| 10 | Caca boudeur                       | Emily Goldsmith  | Stephanie Blake, Julien Cayot, Simon Lecocq   | Sulky pants                       |
| 11 | L'arbre à jouets                   | Amanda Sun       | Julien Cayot, Balthazar Chapuis, Simon Lecocq | The toy tree                      |
| 12 | Oh non, pas les copains de Gaspard | Amanda Sun       | Stephanie Blake, Julien Cayot, Simon Lecocq   | Oh no, not Gaspard's friends      |
| 13 | Super, le cours de piscine         | Amanda Sun       | Stephanie Blake, Julien Cayot, Simon Lecocq   | What a swimming lesson            |
| 14 | Le doudou bien caché               | Paul Herve       | Stephanie Blake, Julien Cayot, Simon Lecocq   | Hiding the blankie                |
| 15 | Je l'ai vu en premier !            | Paul Herve       | Julien Cayot, Balthazar Chapuis, Simon Lecocq | I saw it first !                  |
| 16 | La course en sac                   | Stéphanie Misiak | Julien Cayot, Balthazar Chapuis, Simon Lecocq | The sack race                     |
| 17 | Trop timide                        | Amanda Sun       | Stephanie Blake, Julien Cayot, Simon Lecocq   | Too shy                           |
| 18 | J'suis cap de le faire tout seul   | Emily Goldsmith  | Stephanie Blake, Julien Cayot, Simon Lecocq   | All by myself                     |
| 19 | C'est qui le meilleur ?            | Paul Herve       | Stephanie Blake, Julien Cayot, Simon Lecocq   | Who's the best ?                  |
| 20 | Le t-shirt le plus rapide du monde | Amanda Sun       | Stephanie Blake, Julien Cayot, Simon Lecocq   | The fastest t-shirt in the world  |
| 21 | La dépanneuse                      | Emily Goldsmith  | Stephanie Blake, Julien Cayot, Simon Lecocq   | A trip in the breakdown truck     |
| 22 | J'veux faire du tracteur           | Emily Goldsmith  | Stephanie Blake, Julien Cayot, Simon Lecocq   | I want to ride on the tractor     |
| 23 | J'arrive pas à dormir              | Stéphanie Misiak | Robin Leduc                                   | I can't get to sleep              |
| 24 | L'anniversaire de Lou              | Paul Herve       | Julien Cayot, Balthazar Chapuis, Simon Lecocq | Lou's birthday                    |
| 25 | La méga giga top surprise          | Amanda Sun       | Stephanie Blake, Julien Cayot, Simon Lecocq   | The super duper big surprise      |
| 26 | Piko le hérisson                   | Anne Bonnefoy    | Stephanie Blake, Julien Cayot, Simon Lecocq   | Prickly the hedgehog              |
| 27 | C'est notre trésor                 | Stéphanie Misiak | Julien Cayot, Balthazar Chapuis, Simon Lecocq | That's our treasure chest         |
| 28 | Les monstres ça n'existe pas !     | Emily Goldsmith  | Stephanie Blake, Julien Cayot, Simon Lecocq   | There's no such thing as monsters |
| 29 | Milou dans la neige                | Anne Bonnefoy    | Julien Cayot, Balthazar Chapuis, Simon Lecocq | Milou in the snow                 |
| 30 | Le doudou, beuuurk...              | Julien Cayot     | Stephanie Blake, Julien Cayot, Simon Lecocq   | The yucky blankie                 |
| 31 | Le méga toboggan de la piscine     | Stéphanie Misiak | Julien Cayot, Balthazar Chapuis, Simon Lecocq | The mega water slide              |
| 32 | La sortie de classe                | Amanda Sun       | Stephanie Blake, Julien Cayot, Simon Lecocq   | The school trip                   |
| 33 | Bataille de boule de neige         | Emily Goldsmith  | Stephanie Blake, Julien Cayot, Simon Lecocq   | The snowball fight                |
| 34 | Moi j'sais faire du bateau         | Amanda Sun       | Stephanie Blake, Julien Cayot, Simon Lecocq   | I know how to sail                |
| 35 | Les fées de la forêt               | Anne Bonnefoy    | Stephanie Blake, Julien Cayot, Simon Lecocq   | The forest fairies                |
| 36 | Tous des super héros !             | Amanda Sun       | Balthazar Chapuis, Julien Cayot, Simon Lecocq | A trio of superheroes !           |
| 37 | Super Lapin à l'école              | Emily Goldsmith  | Julien Cayot Balthazar Chapuis, Simon Lecocq  | Super rabbit day                  |
| 38 | Le doudou perdu                    | Emily Goldsmith  | Stephanie Blake, Julien Cayot, Simon Lecocq   | The lost blankie                  |
| 39 | On est des super héros !           | Amanda Sun       | Julien Cayot, Balthazar Chapuis, Simon Lecocq | We're all superheroes !           |
| 40 | Mais... c'est pas juste            | Paul Herve       | Robin Leduc                                   | Hey... that's not fair !          |
| 41 | T'es qu'un bébé !                  | Amanda Sun       | Julien Cayot, Balthazar Chapuis, Simon Lecocq | We're all just little babies      |
| 42 | Trop fastoche les raquettes        | Stéphanie Misiak | Stephanie Blake, Julien Cayot, Simon Lecocq   | Easy Peasy Rackets                |
| 43 | On joue à chat !                   | Emily Goldsmith  | Stephanie Blake, Julien Cayot, Simon Lecocq   | Let's play tag !                  |
| 44 | Super arbitre !                    | Emily Goldsmith  | Stephanie Blake, Julien Cayot, Simon Lecocq   | Super ref !                       |
| 45 | Trop bien les rollers !            |                  |                                               | Roller skating rules              |
| 46 | On va les retrouver !              | Emily Goldsmith  | Julien Cayot, Balthazar Chapuis, Simon Lecocq | Lost in the snow                  |
| 47 | La meilleure équipe                | Paul Herve       | Julien Cayot, Balthazar Chapuis, Simon Lecocq | We are the champions !            |
| 48 | Je veux pas faire le spectacle     | Anne Bonnefoy    | Stephanie Blake, Julien Cayot, Simon Lecocq   | I don't want to go on stage       |
| 49 | Un drôle de monstre                | Amanda Sun       | Julien Cayot, Balthazar Chapuis, Simon Lecocq | What a monster                    |
| 50 | Le canoë supersonique              | Emily Goldsmith  | Stephanie Blake, Julien Cayot, Simon Lecocq   | The supersonic canoe              |
| 51 | On va dormir dans le train         | Paul Herve       | Julien Cayot, Simon Lecocq                    | The train trip                    |
| 52 | On n'est pas des menteurs !        | Anne Bonnefoy    | Stephanie Blake, Julien Cayot, Simon Lecocq   | We are not liars                  |

### Saison 3 (2020-2021)
| N° | Titre                             | Storyboard      | Scénario                                      | English Version                   |
| -- | --------------------------------- | --------------- | --------------------------------------------- | --------------------------------- |
| 1  | Tous en vélos                     | Amanda Sun      | Julien Cayot, Balthazar Chapuis, Simon Lecocq | Hop on your bike                  |
| 2  | J'peux y arriver                  | Emily Goldsmith | Stephanie Blake, Juliien Cayot, Simon Lecocq  | I can do it                       |
| 3  | Le trésor de maman                | Amanda Sun      | Julien Cayot, Balthazar Chapuis, Simon Lecocq | Mummy's treasure                  |
| 4  | On est des vrais pompiers         | Amanda Sun      | Julien Cayot, Balthazar Chapuis, Simon Lecocq | Firemen for a day                 |
| 5  | Cauchemar va-t-en                 | Stéphane Beau   | Julien Cayot, Balthazar Cahpuis, Simon Lecocq | Nightmare go away !               |
| 6  | Je m'en occupe                    | Emily Goldsmith | Stephanie Blake, Julien Cayot, Simon Lecocq   | I'll take care of it !            |
| 7  | Il n'a peur de rien papa          | Emily Goldsmith | Stephanie Blake, Juliien Cayot, Simon Lecocq  | Daddy's not afraid of anything    |
| 8  | J'ai envie de faire pipi          | Paul Herve      | Julien Cayot, Balthazar Chapuis, Simon Lecocq | I really need to pee              |
| 9  | On va à l'école                   | Stéphane Beau   | Julien Cayot, Balthazar Chapuis, Simon Lecocq | We're going to school             |
| 10 | L'anniversaire de Ferdinand       | Stéphane Beua   | Julien Cayot, Balthazar Chapuis, Simon Lecocq | Happy Birthday Ferdinand!         |
| 11 | Papi Charles                      | Stéphane Beau   | Julien Cayot, Balthazar Chapuis, Simon Lecocq | Grandpa Charles                   |
| 12 | Rapporteur                        | Paul Herve      | Julien Cayot, Balthazar Chapuis, Simon Lecocq | You'Re A Tell Tale                |
| 13 | Non pas l'hôpital                 | Amanda Sun      | Julien Cayot, Balthazar Chapuis, Simon Lecocq | Oh No, Not The Hospital           |
| 14 | Pas le frisbee, Elvis             | Emily Goldsmith | Julien Cayot, Balthazar Chapuis, Simon Lecocq | Drop The Frisbee, Elvis!          |
| 15 | Le camion de Ferdinand            | Amanda Sun      | Stephanie Blake, Juliien Cayot, Simon Lecocq  | Ferdinand's Fire Engine           |
| 16 | Vite, le feu d'artifice           | Paul Herve      | Julien Cayot, Balthazar Chapuis, Simon Lecocq | Quick, Quick, it's the fireworks! |
| 17 | Le premier qui rigole a perdu     | Stéphane Beau   | Julien Cayot, Balthazar Chapuis, Simon Lecocq | First one to Laugh Is The Loser   |
| 18 | Faut sauver l'araignée            | Amanda Sun      | Julien Cayot, Balthazar Chapuis, Simon Lecocq | Saving Super Spider !             |
| 19 | Le club de plage                  | Stéphane Beau   | Julien Cayot, Balthazar Chapuis, Simon Lecocq | The Beach Club                    |
| 20 | Elle est trop forte super Lou !   | Amanda Sun      | Julien Cayot, Balthazar Chapuis, Simon Lecocq | Super Lou Is Super Amazing        |
| 21 | Le petit chat                     | Amanda Sun      | Julien Cayot, Balthazar Chapuis, Simon Lecocq | The Little cat                    |
| 22 | C'est pas moi                     | Stéphane Beau   | Julien Cayot, Balthazar Chapuis, Simon Lecocq | It Wasn't Me                      |
| 23 | La méga soupe de super bananes    | Stéphane Beau   | Julien Cayot, Balthazar Chapuis, Simon Lecocq | Super Duper Mega Banana Soup      |
| 24 | C'est pas une blague !            | Amanda Sun      | Julien Cayot, Balthazar Chapuis, Simon Lecocq | But We're Not Joking              |
| 25 | Tu nous la prêtes                 | Amanda Sun      | Julien Cayot, Balthazar Chapuis, Simon Lecocq | Can we borrow it please please !  |
| 26 | Les courses à la ferme            | Amanda Sun      | Julien Cayot, Balthazar Chapuis, Simon Lecocq | Shopping At The Farm              |
| 27 | Les super animaux                 | Stéphane Beau   | Julien Cayot, Balthazar Chapuis, Simon Lecocq | Super Animals                     |
| 28 | On a perdu Superlapin             | Emily Goldsmith | Julien Cayot, Balthazar Chapuis, Simon Lecocq | Super Rabbit's disappeared!       |
| 29 | La grande parade des animaux      | Amanda Sun      | Julien Cayot, Balthazar Chapuis, Simon Lecocq | The Big Animal Parade             |
| 30 | La voiture rapide comme l'éclair  | Amanda Sun      | Julien Cayot, Balthazar Chapuis, Simon Lecocq | The Lightning Fast Car            |
| 31 | L'anniversaire de Papa            | Stéphane Beau   | Julien Cayot, Balthazar Chapuis, Simon Lecocq | Daddy’s Birthday                  |
| 32 | La méga super toupie              | Stéphane Beua   | Julien Cayot, Balthazar Chapuis, Simon Lecocq | The Super Duper Spinning Top      |
| 33 | On veut rester chez Lou           | Emily Goldsmith | Julien Cayot, Balthazar Chapuis, Simon Lecocq | We’re Having Too Much Fun         |
| 34 | C'est mon anniversaire !          | Amanda Sun      | Julien Cayot, Balthazar Chapuis, Simon Lecocq | It's my birthday!                 |
| 35 | La chanson des grenouilles        | Emily Goldsmith | Julien Cayot, Balthazar Chapuis, Simon Lecocq | The Frog Song                     |
| 36 | Milou chez la vétérinaire         | Amanda Sun      | Julien Cayot, Balthazar Chapuis, Simon Lecocq | Milou at the Vet's                |
| 37 | Reviens l'arc en ciel             | Emily Goldsmith | Julien Cayot, Balthazar Chapuis, Simon Lecocq | Come Back Rainbow!                |
| 38 | Mais si, tu es un super héros     | Stéphane Beau   | Julien Cayot, Balthazar Chapuis, Simon Lecocq | You’re Such A Superhero           |
| 39 | Ma nouvelle super copine          | Emily Goldsmith | Julien Cayot, Balthazar Chapuis, Simon Lecocq | My New Best Friend                |
| 40 | Coco le perroquet                 | Stéphane Beau   | Julien Cayot, Balthazar Chapuis, Simon Lecocq | Polly The Parrot                  |
| 41 | C'est pas moi qui fait le monstre | Stéphane Beau   | Julien Cayot, Balthazar Chapuis, Simon Lecocq | I Don’t Want To Be The Monster    |
| 42 | Le refuge de montagne             | Emily Goldsmith | Julien Cayot, Balthazar Chapuis, Simon Lecocq | The Mountain Cabin                |
| 43 | Chut, il faut faire dodo          | Emily Goldsmith | Julien Cayot, Balthazar Chapuis, Simon Lecocq | Ferdinand’s Teddy Bear            |
| 44 | La super nuit à l'hôtel           | Stéphane Beau   | Julien Cayot, Balthazar Chapuis, Simon Lecocq | A Night A The Hotel               |
| 45 | J'ai des nouveaux copains         | Pierre Cerruti  | Julien Cayot, Balthazar Chapuis, Simon Lecocq | These are My New Friends          |
| 46 | C'est la meilleure ma Maman       | Emily Goldsmith | Julien Cayot, Balthazar Chapuis, Simon Lecocq | My Mummy’s The Best               |
| 47 | C'est pas à toi                   | Emily Goldsmith | Julien Cayot, Balthazar Chapuis, Simon Lecocq | It’s Not Yours                    |
| 48 | Super mission !                   | Stéphane Beau   | Julien Cayot, Balthazar Chapuis, Simon Lecocq | Super Mission!                    |
| 49 | C'est bientôt noël                | Emily Goldsmith | Julien Cayot, Balthazar Chapuis, Simon Lecocq | It’s Nearly Christmas             |
| 50 | Je reviens tout de suite          | Pierre Cerruti  | Julien Cayot, Balthazar Chapuis, Simon Lecocq | I’ll be Right Back                |
| 51 | La médaille de piscine            | Emily Goldsmith | Julien Cayot, Simon Lecocq                    | The Swimming Medal                |
| 52 | On a inventé un super jeu         | Stéphane Beau   | Julien Cayot, Simon Lecocq                    | The Super Duper New Game          |

### Saison 4 [Simon Superlapin] (2022-2023)
| N° | Titre                             | Storyboard                 | Scénario                                      | English Version                   |
| -- | --------------------------------- | -------------------------- | --------------------------------------------- | --------------------------------- |
| 1  | Piégés par le loup                | Julien Cayot               | Stephanie Blake, Julien Cayot, Simon Lecocq   | Trapped by the wolf               |
| 2  | Le voleur de bonbons              | Julien Cayot               | Stephanie Blake, Julien Cayot, Simon Lecocq   | Sweet thief                       |
| 3  | Sauvetage à la plage              | Amanda Sun                 | Stephanie Blake, Julien Cayot, Simon Lecocq   | Beach rescue                      |
| 4  | Attention au robot moustique      | Amanda Sun                 | Stephanie Blake, Julien Cayot, Simon Lecocq   | Watch out - robot mozzies about ! |
| 5  | Le super arbre à spaghettis       | Stéphane Beau              | Stephanie Blake, Julien Cayot, Simon Lecocq   | The Spaghetti Tree                |
| 6  | La dispute des super héros        | Amanda Sun                 | Stephanie Blake, Julien Cayot, Simon Lecocq   | The Battle of Super Heroes        |
| 7  | Le méga trésor de billes          | Stéphane Beau              | Stephanie Blake, Julien Cayot, Simon Lecocq   | The lost treasure                 |
| 8  | Qui a volé la lune ?              | Amanda Sun                 | Stephanie Blake, Julien Cayot, Simon Lecocq   | It’s Not Sleep Time               |
| 9  | Le trésor du monstre du bain      | Stéphane Beau              | Stephanie Blake, Julien Cayot, Simon Lecocq   | The Monster In The Bath           |
| 10 | Mission : sauvons le chat         | Amanda Sun                 | Stephanie Blake, Julien Cayot, Simon Lecocq   | Leave The Cat Alone               |
| 11 | C'est quoi ces bruits bizarres ?  | Stéphane Beau              | Stephanie Blake, Julien Cayot, Simon Lecocq   | What Is That Noise ?              |
| 12 | Cabane secrète en danger          | Julien Cayot               | Stephanie Blake, Julien Cayot, Simon Lecocq   | Our Secret Base Is In Danger      |
| 13 | La sieste du dragon               | Emily Goldsmith            | Stephanie Blake, Julien Cayot, Simon Lecocq   | The Sleeping Monster              |
| 14 | Miam, un goûter pour Superlapin ! | Stéphane Beau              | Stephanie Blake, Julien Cayot, Simon Lecocq   | Super Duper Apple Sauce           |
| 15 | Sauvons la reine des fourmis !    | Stéphane Beau              | Stephanie Blake, Julien Cayot, Simon Lecocq   | The Ant Colony                    |
| 16 | Le nouveau super héros            | Stéphane Beau              | Stephanie Blake, Julien Cayot, Simon Lecocq   | The New Super Hero                |
| 17 | Sauvez les pâtes à modeler        | Emily Goldsmith            | Stephanie Blake, Julien Cayot, Simon Lecocq   | Plasticine Rescue!                |
| 18 | Le sous-marin du professeur Wolf  | Emily Goldsmith            | Stephanie Blake, Julien Cayot, Simon Lecocq   | Professor Wolf’s Submarine        |
| 19 | Une mission pour Super Elvis      | Stéphane Beau              | Stephanie Blake, Julien Cayot, Simon Lecocq   | A Mission For Super Elvis         |
| 20 | Le jeu du Professeur Wolf         | Emily Goldsmith            | Stephanie Blake, Julien Cayot, Simon Lecocq   | Professor Wolf’s Game             |
| 21 | La course de méga vaisseaux       | Emily Goldsmith            | Stephanie Blake, Julien Cayot, Simon Lecocq   | Bring On The Mega Space Ships!    |
| 22 | Super Elvis, le chien super héros | Stéphane Beau              | Stephanie Blake, Julien Cayot, Simon Lecocq   | Super Elvis The Hero Dog          |
| 23 | Quel froid, ça glace !            | Emily Goldsmith            | Stephanie Blake, Julien Cayot, Simon Lecocq   | It’s Freezing Cold                |
| 24 | Partage de giga fraises           | Stéphane Beau              | Balthazar Chapuis, Julien Cayot, Simon Lecocq | The Mega Strawberry Share Out     |
| 25 | Le foot de super héros            | Olivier Goddin, Amanda Sun | Stephanie Blake, Julien Cayot, Simon Lecocq   | Super Hero Football               |
| 26 | Mission anti-poux                 | Emily Goldsmith            | Balthazar Chapuis, Julien Cayot, Simon Lecocq | Mission Anti-Lice!                |
| 27 | Sauvetage à la ferme              | Emily Goldsmith            | Stephanie Blake, Julien Cayot, Simon Lecocq   | The Runaway Hen                   |
| 28 | Une super équipe                  | Amanda Sun                 | Balthazar Chapuis, Julien Cayot, Simon Lecocq | A Super Team                      |
| 29 | Mission : retrouver les clés !    | Amanda Sun                 | Balthazar Chapuis, Julien Cayot, Simon Lecocq | Mission: Find The Missing Keys!   |
| 30 | La Bave de l’escargot             | Stéphane Beau              | Stephanie Blake, Julien Cayot, Simon Lecocq   | Snail Slime                       |
| 31 | Attention les méduses             | Emily Goldsmith            | Balthazar Chapuis, Julien Cayot, Simon Lecocq | Watch Out, Jellyfish About!       |
| 32 | Meilleurs copains                 | Stéphane Beau              | Balthazar Chapuis, Julien Cayot, Simon Lecocq | Best Friends                      |
| 33 | Grenouilles en danger             | Emily Goldsmith            | Balthazar Chapuis, Simon Lecocq               | Frogs In Danger                   |
| 34 | Mission super grand               | Stéphane Beau              | Balthazar Chapuis, Julien Cayot, Simon Lecocq | Operation Super Big               |
| 35 | Attention aux éclairs             | Emily Goldsmith            | Balthazar Chapuis, Simon Lecocq               | Look Out For Lightning!           |
| 36 | L'oiseau du Professeur Wolf       | Amanda Sun                 | Balthazar Chapuis, Julien Cayot, Simon Lecocq | Professor Wolf’s Bird             |
| 37 | Le chapeau du dragon              | Emily Goldsmith            | Balthazar Chapuis, Simon Lecocq               | The Dragon’s Hat                  |
| 38 | Mission pilotage                  | Amanda Sun                 | Balthazar Chapuis, Simon Lecocq               | Operation Learning To Fly         |
| 39 | Mission crabe                     | Emily Goldsmith            | Balthazar Chapuis, Simon Lecocq               | Operation Crab                    |
| 40 | Danger photo                      | Stéphane Beau              | Balthazar Chapuis, Simon Lecocq               | Photo Danger                      |
| 41 | Le duel des grimaces              | Amanda Sun                 | Balthazar Chapuis, Simon Lecocq               | Pulling Faces                     |
| 42 | Le méga gâteau de super héros     | Emily Goldsmith            | Balthazar Chapuis, Julien Cayot, Simon Lecocq | A super cake for super heroes     |
| 43 | Le méga robot qui sait tout       | Stéphane Beau              | Balthazar Chapuis, Simon Lecocq               | The mega robot who knows it all   |
| 44 | La chasse aux mégas escargots     | Amanda Sun                 | Balthazar Chapuis, Simon Lecocq               | On the hunt for mega snails       |
| 45 | Giga bille                        | Emily Goldsmith            | Balthazar Chapuis, Simon Lecocq               | The Mega Marble                   |
| 46 | Le super méga parcours            | Amanda Sun                 | Balthazar Chapuis, Simon Lecocq               | The super mega course             |
| 47 | Arrêtez de vous faire la tête !   | Emily Goldsmith            | Balthazar Chapuis, Simon Lecocq               | Stop sulking                      |
| 48 | Méga montre perdue                | Emily Goldsmith            | Balthazar Chapuis, Simon Lecocq               | We’ve lost the mega watch!        |
| 49 | Le robot de SuperFerdi            | Stéphane Beau              | Balthazar Chapuis, Simon Lecocq               | Super Ferdi’s Robot               |
| 50 | Sauvez l'océan !                  | Amanda Sun                 | Balthazar Chapuis, Simon Lecocq               | Save The Ocean                    |

## Diffusion
| Pays            | Chaîne                 | Première date    | Source(s) |
| --------------- | ---------------------- | ---------------- | --------- |
| France          | France 5               | 17 décembre 2016 | [ 3 ]     |
| Amérique latine | Disney Junior          | 23 avril 2017    | ,         |
| Asie du Sud-Est | Disney                 | 23 avril 2017    | ,         |
| Canada          | Télé-Québec            | 26 juin 2017     | ,         |
| Belgique        | VRT                    | 16 janvier 2017  | ,         |
| Suède           | SVT                    | 2 mai 2017       | ,         |
| Norvège         | NRK                    | 2 mai 2017       | ,         |
| Islande         | RUV                    | 2 mai 2017       | ,         |
| Finlande        | Yle                    | 2 mai 2017       | ,         |
| Israël          | HOP!                   | 2 mai 2017       | ,         |
| Suisse          | RTS Kids               | 5 mai 2017       |           |
| Estonie         | ERR                    | 28 juin 2017     |           |
| Chine           | Jetsen Huashi          | 28 juin 2017     |           |
| Italie          | Cartoonito (Italie)    | 28 juin 2017     |           |
| Espagne         | Animavision (Espagne)  | 31 mars 2018     |           |
| Portugal        | Animavision (Portugal) | 31 mars 2018     |           |
| Portugal        | JimJam                 | 27 octobre 2019  | [ 7 ]     |
| Portugal        | Canal Panda            | 4 janvier 2021   | [ 8 ]     |
| Brésil          | Disney Junior (Brésil) |                  |           |
| Monde           | TV5 Monde              |                  |           |
| Monde entier    | Netflix                | 1er mai 2018     |           |
| Corée du Sud    | EBS                    | 31 mars 2021     |           |